# Eurrhyparodes bracteolalis
Eurrhyparodes bracteolalis är en fjärilsart som beskrevs av Philipp Christoph Zeller 1852. Eurrhyparodes bracteolalis ingår i släktet Eurrhyparodes och familjen Crambidae. Inga underarter finns listade i Catalogue of Life.